# Henki Waldschmidt
Pour les articles homonymes, voir Waldschmidt.

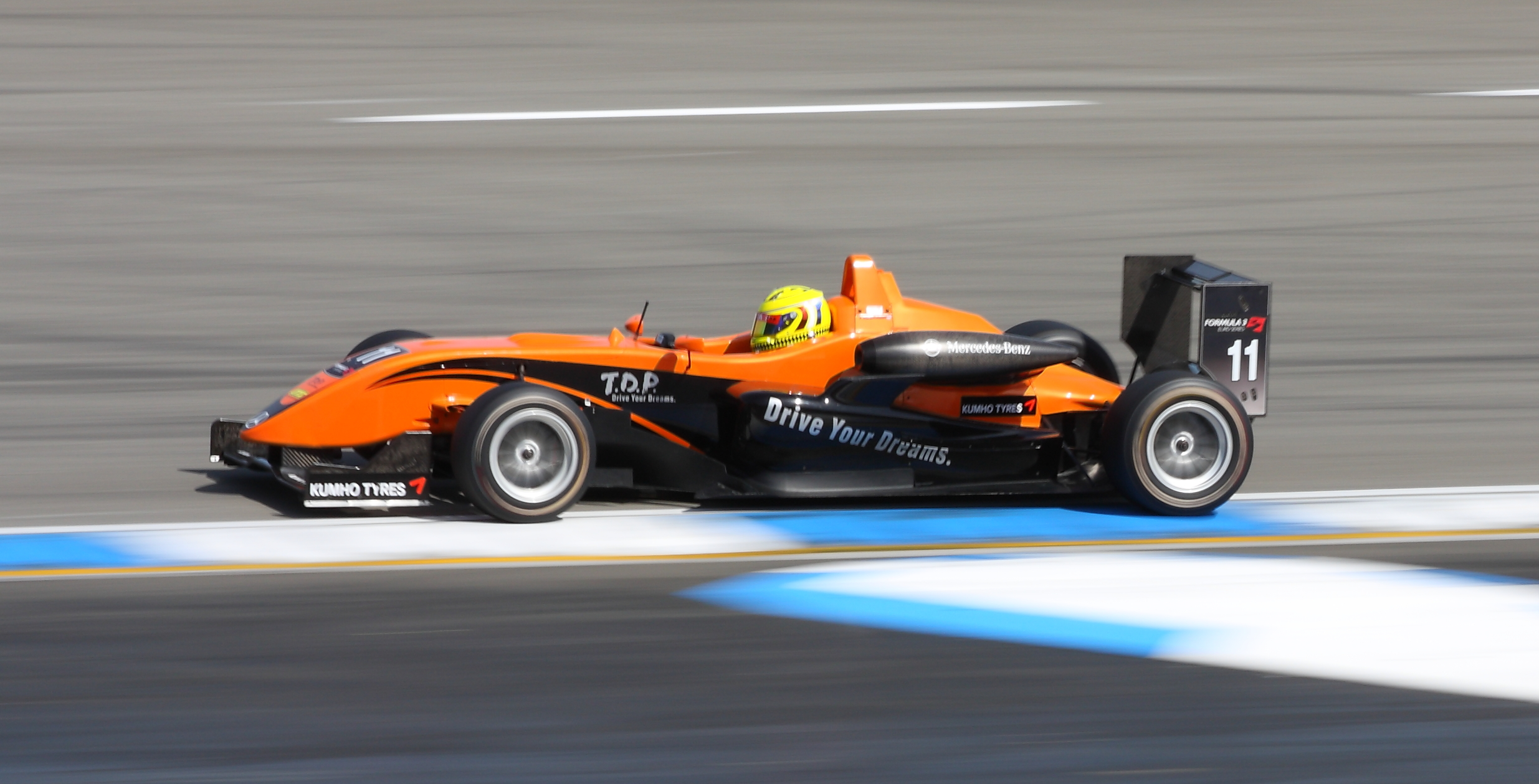
Henki Waldschmidt en Formule 3 sur l'Hockenheimring en 2009.

Henki Waldschmidt, né le 28 juin 1988 à La Haye, est un pilote automobile néerlandais. Il fait partie du Toyota Drivers Programme.

## Carrière automobile
- 1997 - 2005 : Karting (champion d'Allemagne junior KF3 en 2003) ;
- 2006 : Championnat d'Italie de Formule Renault, 6e ;
- 2007 : Eurocup Formule Renault, 7e (1 victoire) ;
  - Championnat d'Italie de Formule Renault, 7e (2 victoires) ;
- 2008 : Formule 3 Euroseries, non classé ;
- 2009 : Formule 3 Euroseries, douzième.